# Франц Шбил
Франц Шбил (мађ. Sbüll Ferenc, словен. Šbül; Турнишће, 23. октобар 1825 — Великих Доленци, 12. август 1864) је био словеначки песник и католички свештеник у Мађарској.
Рођен у Прекмурју (данас Словенија). У његову родну месту Турнишћу (Bántornya) похађао је основну школу, a додатно се образавао у Кисегу (Kőszeg) и Самботелу (Szombathely). До 1848. година проучава теологију у Бечу у католичами семинару. Био је тајник једног књижевног друштва гдје је у познао хрватске, мађарске, немачке, словенске и словачке умјетнике.
Од 1858. до 1864. године био је свештеник у Доленцима (раније Nagy-Dolincz, касније већ Dolány, данас Словенија). Жбил писао песми на прекмурском наречју те читао француску, немачку, грчку и латинску њижевност, и састављао мађарски новина Religio.